# Artavazd Ier Mamikonian
Artavazd ou Artavasde Ier Mamikonian (en arménien Արտավազդ Ա Մամիկոնյան), est un sparapet (« généralissime ») du royaume d'Arménie et le plus ancien ancêtre certain du clan des Mamikonian. Il vivait à la fin du IIIe et au début du IVe siècle,.

## Biographie
Il n'est connu que par une citation de Pʿawstos Biwzandac̣i dans un passage parlant de son fils Vatché : « Alors le roi, courroucé, envoya contre eux le commandant en chef de l’armée arménienne, Vatché, fils d’Ardavazt, chef de la maison des Mamigoniens, pour tuer et exterminer entièrement les deux familles. Le commandant Vatché, aussitôt arrivé, tomba sur les deux familles, les combattit et les mit en fuite, n’épargnant pas même un seul enfant mâle ».
Il est un descendant probable de Mamkaios ou Mancéus, un général de Tigrane II le Grand, roi d'Arménie, qui défendit Tigranocerta contre les Romains en 69 av. J.-C.,.

## Famille
Considérant la présence du prénom Hamazasp parmi ses descendants, Christian Settipani estime qu'il a pu épouser une fille d'Amazap III, roi d'Ibérie.
Il a eu au moins un fils, Vatché, qui lui succède comme sparapet,.
Christian Settipani estime qu'il a eu un autre fils, Hamazasp, qui fut père de Vasak (†ca. 365), sparapet, de Vardan Ier (†ca. 365), de Hamazaspouhi, femme de Garegin Rechtouni, et de Vahan l'Apostat (†ca. 374/8), tandis que Cyrille Toumanoff pense que ces princes sont fils d'Artavazd II Mamikonian, fils de Vatché Mamikonian.